# Alarm (verzetskrant, Peize)
Onmiddellijk na de bezetting van Nederland door de nazi's in mei 1940 en het verbod van het communistische Volksdagblad in juni 1940, begonnen communisten in Groningen met illegale activiteiten. Een van de activiteiten betrof de uitgave en verspreiding van Alarm, een verzetsblad uit de Tweede Wereldoorlog, dat slechts een paar maanden (waarschijnlijk van juni tot en met november) in 1940 in Peize, Drenthe, op initiatief van lokale communisten in gestencilde vorm werd uitgegeven. De inhoud bestond voornamelijk uit nieuwsberichten.
Alarm is later opgegaan in een verzetsblad voor de regio's rond Groningen en Leeuwarden onder de titel Noorderlicht.
Op 23 november 1940 verscheen de eerste illegale De Waarheid die regionaal onder andere namen uitkwam: in Groningen onder de naam Noorderlicht, in Utrecht, Haarlem en Den Haag onder de naam De Vonk.

## Betrokken personen
- Jan Alberts
- Tinie Beuker
- Piet Beuker
- Anne Rode Beuker
- Jan Blok